# Bío Bío (riu)
El Bio Bío és un riu que travessa part de la zona sud de Xile i un dels principals del país, tant per les seves característiques geogràfiques com la seva importància històrica i econòmica. Neix a la llacuna Galletué, situada a l'extrem nord-oriental de la IX Regió de l'Araucanía a la serralada dels Andes, prop de la frontera amb Argentina. Des d'allí, recorre gran part de la zona sud de la Vall Central, creuant les províncies del Bío Bío i de Concepción, a la VIII Regió del Bío Bío. Finalment desemboca a Concepción.
El Bío Bío és el segon riu més llarg de Xile, amb una longitud de 380 km, i és la llera principal de la tercera foia hidrogràfica més gran del país (després del Loa i el Baker). Diversos rius d'importància, com el riu de La Laja i el Malleco són afluents del Bío Bío. Correspon al riu més ample del país, amb un quilòmetre en terme mitjà, sent travessat a l'àrea metropolitana de Concepción per quatre ponts: Pont ferroviari Biobío (1889), Bío Bío (1942), Pont Juan Pablo II (1973) i Llacolén (2000).

## Galeria

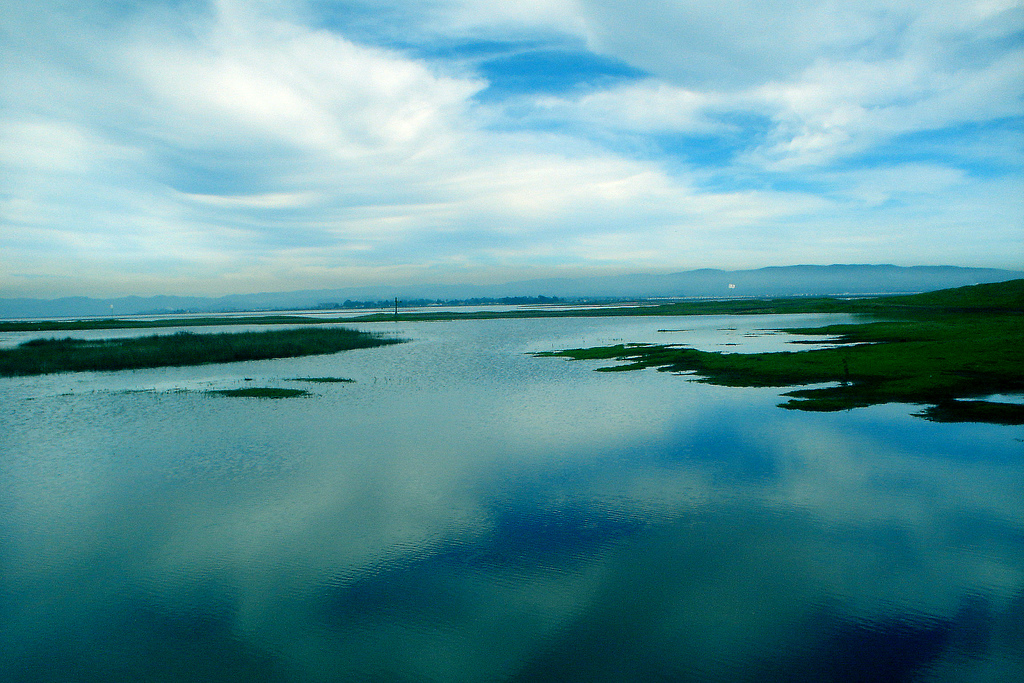
Desembocadura del riu Bío Bío